# Bermuda zászlaja

A „független” Bermuda zászlaja

Bermuda az egyetlen brit gyarmat, amely a brit vörös lobogót használja zászlajaként. A repülőrészt díszítő címert 1910. október 4-én adományozták. A brit oroszlán tartja mancsai között a pajzsot, amelyen a Sea Venture hajó roncsa látható (ez a hajó szállította ide az első telepeseket 1609-ben).